# Andreessen Horowitz
Andreessen Horowitz (también llamada a16z, nombre legal AH Capital Management, LLC) es una firma de capital de riesgo estadounidense privada, fundada en 2009 por Marc Andreessen y Ben Horowitz. La compañía tiene su sede en Menlo Park, California.
Andreessen Horowitz invierte tanto en empresas emergentes como en empresas de crecimiento establecidas. Sus inversiones abarcan las industrias móvil, de juegos, social, comercio electrónico, educación y TI empresarial (incluida la computación en la nube, la seguridad y el software como servicio).

## Fundación y asociación

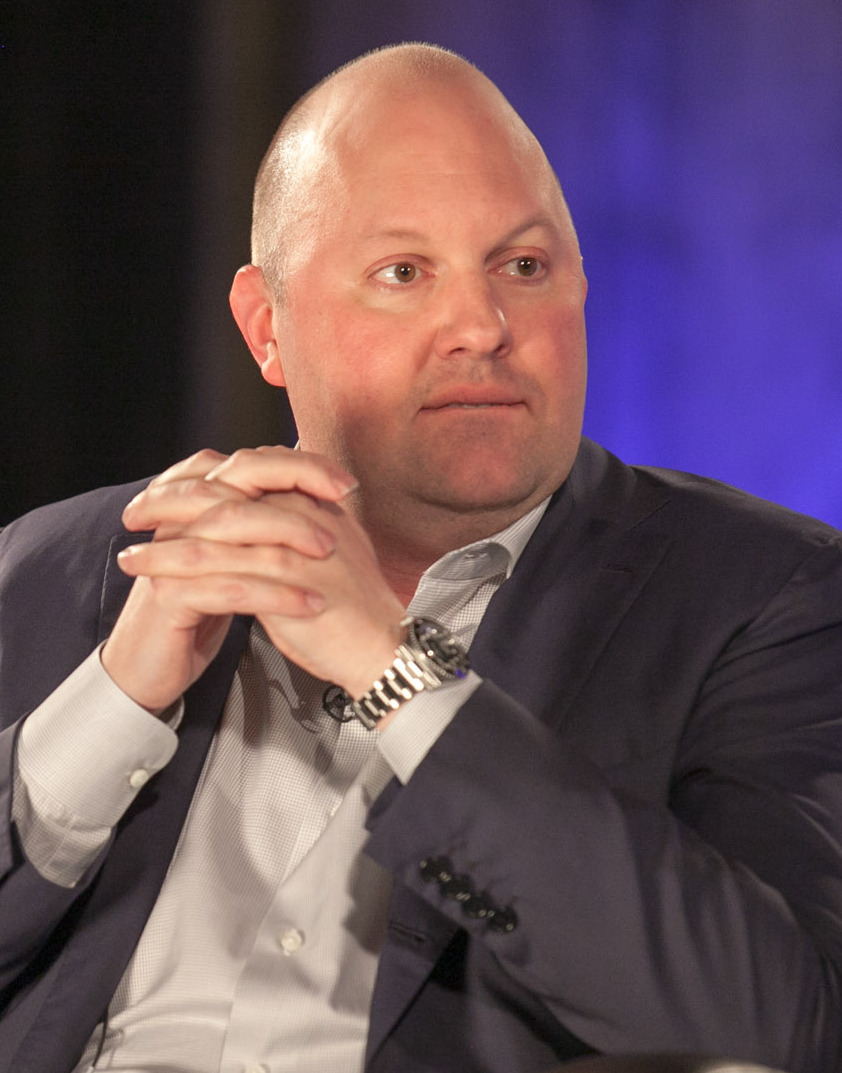
Marc Andreessen en Pando Monthly con la entrevistadora Sarah Lacy, en Dogpatch Studios en SF el 3 de octubre de 2013.

Entre 2006 y 2010, Andreessen y Horowitz invirtieron activamente en empresas de tecnología . Por separado, y juntos, invirtieron un total de $ 80 millones en 45 empresas emergentes, incluida Twitter. Durante este periodo, los dos se hicieron conocidos como inversores súper ángeles. 
El 6 de julio de 2009, Andreessen y Horowitz lanzaron su fondo de capital de riesgo con una capitalización inicial de $ 300 millones. En noviembre de 2010, en un momento en que el campo de la inversión de capital de riesgo estaba contrayendo, la compañía recaudó otros $ 650 millones para un segundo fondo de riesgo. En menos de dos años, la firma manejaba un total de $ 1.2 mil millones bajo los dos fondos.
En mayo de 2011, Andreessen ocupó el puesto número 10 en la lista Forbes Midas de los mejores inversores en tecnología de 2011 mientras que él y Horowitz ocuparon el puesto número 6 en la Lista de New Establishment de 2011 de Vanity Fair y el número 1 en la lista de inversiores más influyentes de 2011 de CNET.
A fecha de 27 de marzo de 2014, la firma administraba $ 4 mil millones en activos después del cierre de su cuarto fondo en $ 1,5 mil millones.
Además de Andreessen y Horowitz, los socios generales de la firma incluyen a John O'Farrell, Scott Weiss, Jeff Jordan, Peter Levine, Chris Dixon, Vijay Pande, Katie Haun, Alex Rampell, Martin Casado, Connie Chan y Andrew Chen. En marzo de 2019, se informó que Andreessen Horowitz estaba abriendo una oficina en San Francisco.

## Inversiones

### 2009
En 2009, Andreessen Horowitz realizó sus dos primeras inversiones: una en el desarrollador de SaaS de gestión empresarial Apptio y la otra en acciones de Skype. Según Horowitz, la inversión fue vista como arriesgada por otros expertos en el campo que creían que la compañía se vería afectada por los litigios de propiedad intelectual en curso y los ataques competitivos directos de Google y Apple. Los fundadores de la compañía vieron la inversión como un éxito luego de la venta de Skype a Microsoft en mayo de 2011 por $ 8,5 mil millones. 

### 2010-2011
En 2010, Andreessen Horowitz invirtió $ 10 millones en la empresa de nube Okta mientras lideraba su Ronda Serie A. En 2011, Andreessen Horowitz invirtió 80 millones de dólares en Twitter, convirtiéndose en la primera empresa de riesgo que tenía acciones en las cuatro empresas de redes sociales privadas de mayor valor en ese momento: Facebook, Groupon, Twitter y Zynga. Andreessen Horowitz también ha invertido en Airbnb, Lytro, Jawbone, Belly, Foursquare, Stripe y otras empresas de alta tecnología.

### 2012-2013
En 2012, Andreessen Horowitz invirtió en 156 empresas, incluidas las 90 empresas de su cartera, y 66 empresas emergentes mediante la financiación del Start Fund de Y Combinator . La compañía invirtió $ 100 millones en GitHub, que generó más de $ 1 mil millones para el fondo cuando Microsoft adquirió GitHub por $ 7.5 mil millones. En 2013, Andreessen Horowitz invirtió en Clinkle, Coinbase, Databricks, Lyft, Oculus VR, PagerDuty, Pixlee, Ripple, Soylent, Swiftype y uBiome .

### 2014-2015
En 2014, la firma lideró una ronda de Serie B de $ 57 millones en la puesta en marcha de pruebas A / B Optimizely . Ese mismo año, la empresa invirtió en varias empresas más, incluidas Tanium por $ 90 millones, BuzzFeed, y Forward Networks. En 2015, la empresa invirtió $ 40 millones en Stack Exchange, $ 2,8 millones en Distelli, y $ 80 millones en la empresa de software CAD basada en la nube Onshape. También en 2015 Andreessen Horowitz invirtió en la plataforma de blogs Medium, Samsara, Improbable, Honor, Inc., OpenBazaar, una startup de blockchain, y una compañía de nootrópicos y biohacking. Nootrobox.

### 2016-2019
En 2016, la firma lideró una ronda Serie A de $ 8.1 millones en Everlaw, una compañía de tecnología legal, y lideró una ronda Semilla Serie de $ 3.5 millones en RapidAPI, una plataforma de conexión API para desarrolladores. También en 2016, la empresa invirtió 2 millones de dólares en Cardiogram, una empresa de salud digital, y Apeel Sciences, una empresa de ciencias alimentarias. En 2017, la empresa invirtió en Sigma, Health IQ, Asimov y Cadre . En 2018, la empresa recaudó $ 300 millones para un fondo de criptomonedas dedicado. También ha invertido en Imply, Smartcar, PeerStreet, CryptoKitties, Dfinity, Earnin, Pindrop, Tenfold y Very Good Security.

### 2020
En 2020, la firma lideró una ronda de la Serie G de $ 150 millones en Roblox, una plataforma de videojuegos sociales para niños. En abril de 2020, la empresa lideró una ronda de Serie D de $ 50 millones en Figma, un editor de gráficos vectoriales y una herramienta de creación de prototipos. También en abril de 2020, la empresa recaudó $ 515 millones para un segundo fondo centrado en cripto. En mayo de 2020, la empresa realizó una inversión Serie A de $ 12 millones en Clubhouse ($ 10 millones en capital primario más $ 2 millones para la compra de acciones), una aplicación de redes sociales de chat de audio valorada en casi $ 100 millones a diciembre de 2020. En julio de 2020, la firma lideró una Serie C de $ 200 millones en Anduril, una compañía de productos de defensa que crea tecnología para agencias militares y vigilancia de fronteras.

### 2021
En enero de 2021, la empresa lideró una Serie B de $ 100 millones para la aplicación de redes sociales de chat de audio Clubhouse, valorada según se informa en $ 1 mil millones.

## Estructura
Los socios de Andreessen Horowitz trabajan en nombre de todas las empresas de su cartera, un enfoque inspirado en la agencia de talentos de Hollywood, Creative Artists Agency . En 2010, la empresa contrató a Margit Wennmachers, ejecutiva de marketing a nivel de socio.
En 2011, la empresa había mantenido una base de datos de diseñadores, programadores y ejecutivos y la utiliza para ayudar a cubrir puestos en sus empresas emergentes. El exsecretario del Tesoro de Estados Unidos, Larry Summers, se convirtió en asesor especial de Andreessen Horowitz en junio de 2011
En septiembre de 2012, el exalcalde de Washington D. C. Adrian Fenty fue nombrado segundo asesor especial de Andreessen Horowitz. Fenty fue contratado para asesorar a las empresas de la cartera de la firma sobre cómo trabajar con los gobiernos locales, estatales y federales.
En 2019, la empresa solicitó la reestructuración como asesor de inversiones registrado para tener más libertad para realizar apuestas más arriesgadas como las criptomonedas .